# リチャード・ヤルドゥミアン
リチャード・ヤルドゥミアン（Richard Yardumian、1917年4月5日 - 1985年8月15日）は、アメリカ合衆国の作曲家。

## 略歴
フィラデルフィアのアルメニア系移民の家庭に生まれる。兄のエリヤ・ヤルドゥミアンはカーティス音楽学校出身のピアニストで、リチャードは兄から音楽を学んだ。1930年代の世界恐慌の影響で音楽学校に入学できなかったが、独自に作曲を続けた。
初期の作品はアルメニアの民謡や宗教曲の旋律が頻繁に使用されていた。19歳の時に作曲した『アルメニア組曲』は、後にフィラデルフィア管弦楽団、ユタ交響楽団、ボーンマス交響楽団などがレコーディングを行い、またボイス・オブ・アメリカのテーマ曲に使われた。
第二次世界大戦中は陸軍に従軍していたが、1945年にユージン・オーマンディ率いるフィラデルフィア管弦楽団が『荒廃した都市』を初演し、作曲家として認められるようになった。これが彼とオーマンディの長い付き合いの始まりで、フィラデルフィア管弦楽団は10曲を初演し、演奏回数は世界各地で100回以上にのぼり、コロムビア・レコードにも録音された。
1950年代からは教会音楽を手掛けるようになった。

## 作品
- 半音階のソナタ（1946）
- ヴァイオリン協奏曲（1949, 1960改訂）
- 交響曲第1番（1950）
- フルート五重奏曲（1951）
- パッサカリア・叙唱とフーガ〜ピアノとオーケストラのための（1957）